# エリー・カワムラ
エリー・ヒカル・カワムラ（英語: Ellie Hikaru Kawamura, 1993年11月27日 - ）は、アメリカ合衆国出身のフィギュアスケート選手(女子シングル)。
2009/2010 ISUジュニアグランプリファイナリスト。

## 人物
1993年アメリカ合衆国カリフォルニア州モントレーパーク生まれ。両親は日本出身で、母親は元競艇選手。

## 経歴
4歳でスケートを始める。アメリカ国内選手権低年齢クラスで幾度か表彰台に立つ。
2008-09年シーズンには全米フィギュアスケート選手権ジュニアクラスで2位となり、翌シーズン2009/2010 ISUジュニアグランプリに参戦。ブダペスト大会で4位、クロアチア杯で3位に入り、デビューシーズンでファイナルに進出した。

## 主な戦績
| 大会/年              | 2007-08 | 2008-09 | 2009-10 | 2010-11 |
| -------------------- | ------- | ------- | ------- | ------- |
| 全米選手権           | 8 J     | 2 J     | 21      | 16      |
| JGPファイナル        |         |         | 8 J     |         |
| JGPブダペスト        |         |         | 4 J     |         |
| JGPクロアチア杯      |         |         | 3 J     |         |
| エイゴンチャレンジ杯 |         | 2 J     |         |         |

- J - ジュニアクラス

### 詳細
| 2010-2011 シーズン   |                                                |          |          |           |
| 開催日               | 大会名                                         | SP       | FS       | 結果      |
| 2011年1月23日 - 30日 | 全米フィギュアスケート選手権（グリーンズボロ） | 16 45.19 | 14 76.75 | 16 121.94 |

| 2009-2010 シーズン   |                                                          |          |          |           |
| 開催日               | 大会名                                                   | SP       | FS       | 結果      |
| 2010年1月21日 - 23日 | 全米フィギュアスケート選手権 シニアクラス （スポケーン） | 21 33.51 | 17 69.82 | 21 103.33 |
| 2009年12月5日 - 6日  | 2009/2010 ISUジュニアグランプリファイナル（東京）        | 6 50.3   | 8 70.63  | 8 120.93  |
| 2009年10月8日 - 10日 | ISUジュニアグランプリ クロアチア杯（ザグレブ）           | 3 52.93  | 5 78.4   | 3 131.33  |
| 2009年8月27日 - 28日 | ISUジュニアグランプリ ブダペスト（ブダペスト）           | 2 48.92  | 8 71.54  | 4 120.46  |

| 2008-2009 シーズン |                                                |      |         |          |
| 開催日             | 大会名                                         | SP   | FS      | 結果     |
| 2009年3月6日 - 7日 | エイゴンチャレンジ杯 ジュニアクラス （ハーグ） | 2 47 | 3 82.51 | 2 129.51 |